# Alois Pekárek

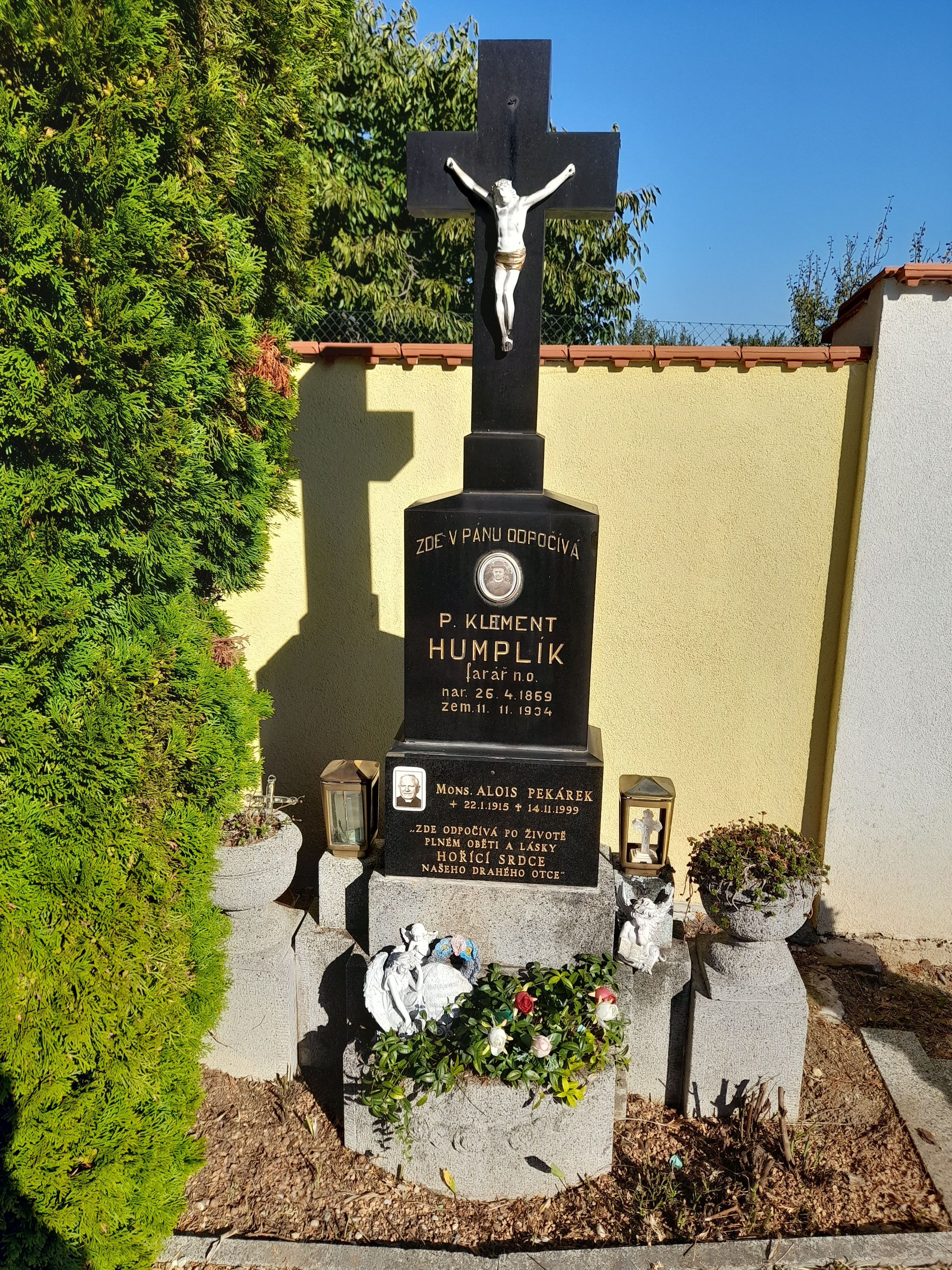
Hrob v Rajhradě

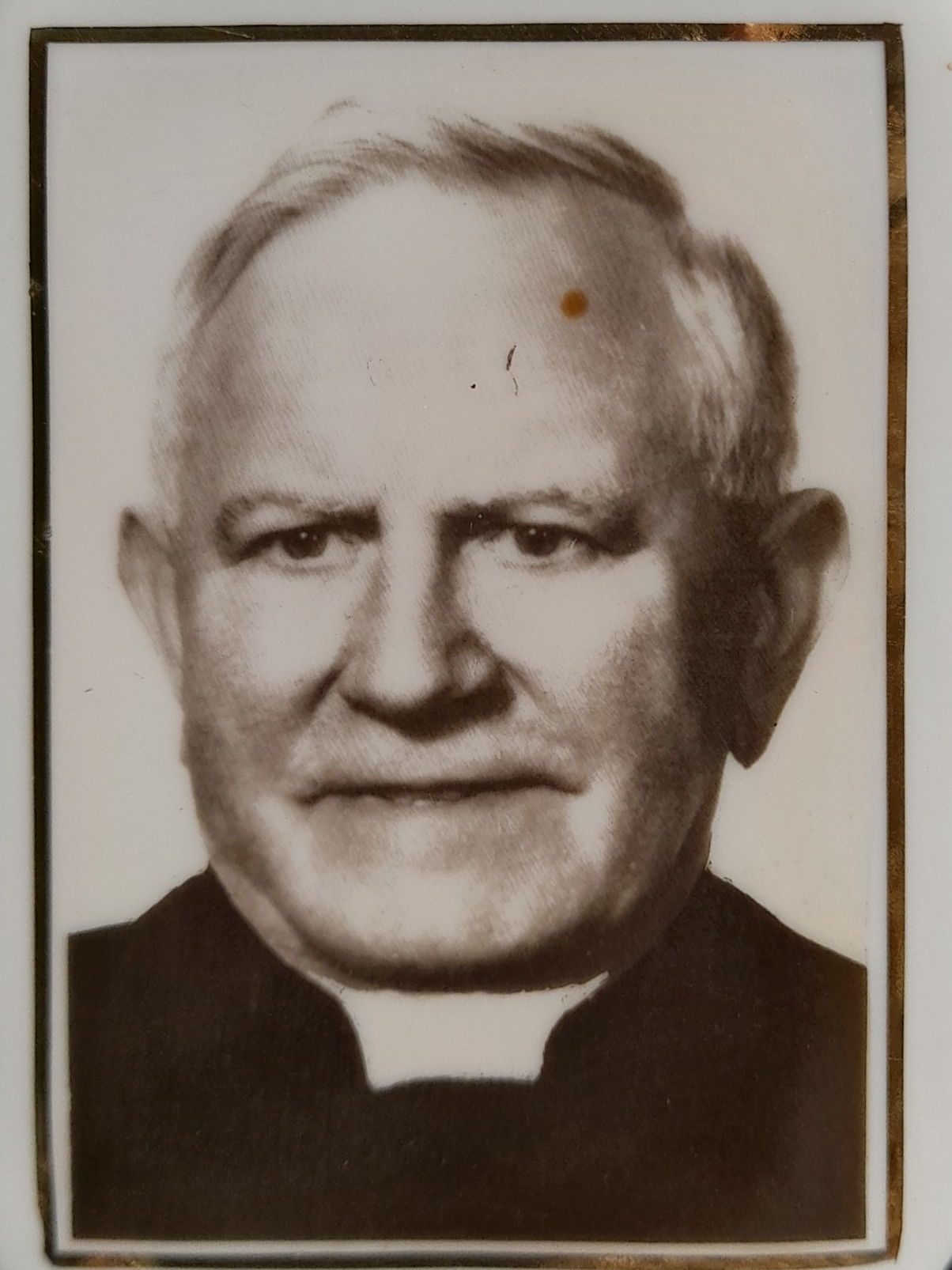
Mons. Alois Pekárek

Alois Pekárek (22. ledna 1915 Radešínská Svratka – 14. listopadu 1999 Rajhrad) byl český římskokatolický duchovní. Prošel celkem 23 působišti v brněnské diecézi. Vězněn byl jak nacisty, tak komunisty.

## Život
Alois Pekárek se narodil v Radešínské Svratce do početné rodiny. Středního vzdělání nabyl v Novém Městě na Moravě. V letech 1933–1938 vystudoval teologii v brněnském alumnátu. Vysvěcen na kněze byl dne 5. července 1938. Duchovní službu nastoupil jako kaplan v Žarošicích. Pak působil v Chrlicích (v ústavu nevidomých), v Telnici, v Brně-Husovicích a u svatého Jakuba. Druhou polovinu druhé světové války strávil v Kuřimi (1943–1945). Ke konci války byl zatčen gestapem a v Černé Hoře odsouzen vojenským soudem k trestu smrti pro napomáhání dezercím a pro vzbuzování kapitulantských nálad. Intervencí kněžny Salmové nebyl trest vykonán a Pekárek byl internován na rájeckém zámku.
Po válce Pekárek působil dva roky jako katecheta v Blansku, pak od roku 1947 jako farář v Bořitově. Pokusil se o vysokoškolská studia, byl však po necelých dvou letech z filozofické fakulty vyloučen. Roku 1949 byl odsouzen k čtyřem rokům vězení za sdružování proti republice. Během tří let vězení prošel věznicemi v Brně, Znojmě, v Praze na Pankráci, v Mladé Boleslavi a v Kolíně. Po svém propuštění byl administrátorem na několika místech jihozápadní Moravy (Vysoké Studnice, Jamné, Fryšava, Vémyslice, Sulkovec, Ruda, Velké Meziříčí, Brno-Bystrc, Vranov nad Dyjí a Lančov). Roku 1988 byl poslán do důchodu do hornoújezdské farnosti. Odtud byl brzy povolán jako pomocný kněz do Jaroměřic nad Rokytnou.
V srpnu 1990 převzal duchovní správu v Třebíči-zámku. Zde působil po tři roky. Během posledního z nich ho papež Jan Pavel II. jmenoval svým kaplanem (monsignore). Téhož roku začalo třebíčské nakladatelství FiBox vydávat Pekárkovy homilie, zachycené na magnetofonových páskách, v knižní podobě. Pekárek je měl za „drobečky slova Božího a lidské moudrosti, které mohou být užitečné“. Poslední fázi života strávil v klášteře těšitelek v Rajhradě u Brna. Zde také 14. listopadu 1999 zemřel a byl i pochován.